# 魚肉

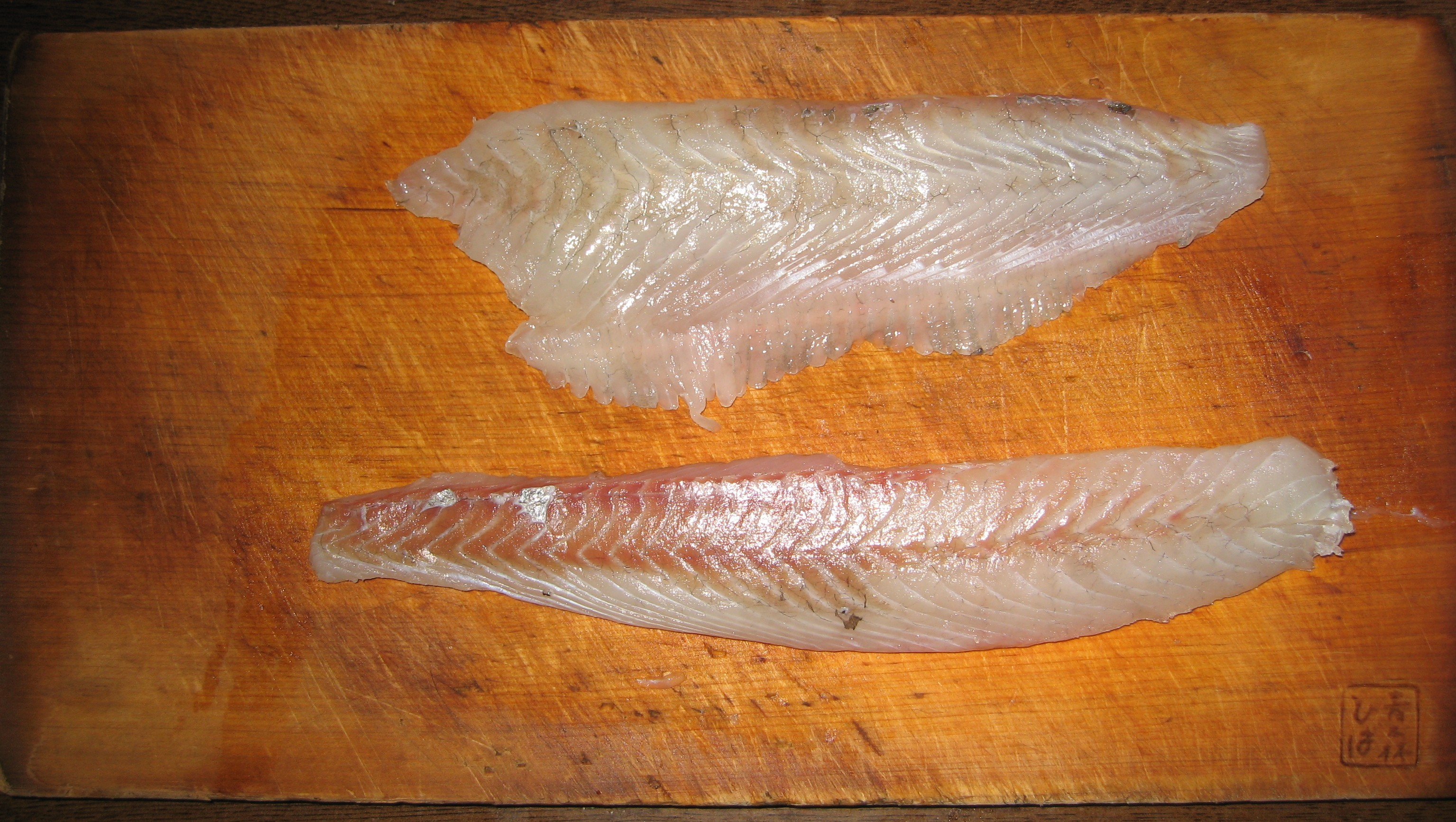
ヒラメ（上）とスズキ (魚)（下）のさくどり

魚肉（ぎょにく）は、魚類の可食部分で食肉とされるもの。狭義には、胴体の骨の周りの赤身・白身を指す。広義には、魚の可食部全てを指す。したがって、内臓や尾ヒレに至るまで、魚肉に含まれる。本項では後者について記述する。
上記の魚の身部分と、鶏肉や獣肉を併せた意味もあるが、この記事の対象範囲ではない。

## 種類
日本では、スケトウダラが最も多い。スケトウダラを使用する一番のメリットは、低単価で安定供給が可能であるためである。
海洋哺乳類（トド、イルカ、クジラ等）も食用に供されることがある。 魚類ではないため、通常は除外されるが、伝統的にイルカやクジラの肉については、日本語で鯨肉と呼ばれ、魚肉に含む場合がある。
英語では、単にフィッシュ（fish）またはフィッシュミート（英: Fish・Fish meat）と呼ばれる。アメリカ合衆国では、魚肉加工製品に対してもフィッシュミートとも呼称される。フィッシュバーガーのパティなどに用いられる。アメリカ本土では一般に魚肉加工製品に、白身魚（スケトウダラ、タラ、ホキ、ナマズ）の身などを用いる。 ハワイ州では一般に魚肉加工製品に、シイラなどを用いる。

### 赤身（赤身魚）
回遊魚などの持久力のある遅筋が多い魚に多く見られる。
長距離を泳ぐため、大量に酸素を必要とする。そのため、血液(赤血球)中にヘモグロビンが多く、身が赤く見える。

### 白身（白身魚）
瞬発力のある速筋が多い魚に多く見られる。
岩礁や海底、砂地などに身を潜めて生息し、獲物を捕る時や逃げる時に泳ぐ魚が多い。酸素があまり必要ないため、身が白く見える。

### 例外
サーモンなどサケ類の身はピンク色に見える。これは、餌となる甲殻類のアスタキサンチンによるもので、これらは白身魚に分類される。
なお赤身と白身の区別は、100 ｇ当たりのヘモグロビンとミオグロビンの含有量が10 mg以上が赤身とされている。

## 利用用途
ヒトへの利用
- 鮮魚 - 刺身、寿司
- 焼き物 - 焼き魚 （塩焼き）
- 煮物 - 煮魚、煮込み料理
- 飯物 - 寿司、炊き込みご飯、釜飯、丼物
- 汁物 - 潮汁、鍋料理
- 揚げ物 - 唐揚げ、天ぷら、竜田揚げ、カツレツ
- 漬物 - 粕漬け、糠漬け、麹漬け、醤油漬け、塩漬け、味噌漬け（西京味噌）
- 水産加工品
  - 乾物 - フィッシュミール、鰹節、鯖節、焼干し、煮干し
  - すり身
    - 魚肉練り製品：蒲鉾、つくね、はんぺん、魚肉ソーセージ、竹輪、揚げかまぼこ（薩摩揚げ）

  - 缶詰

農産物、畜産物への利用
- 肥料、飼料

## 部位
※部位の後ろには、その部位名称がよく用いられる魚の名称を記す。

### 頭部
- 頭 - マグロ、タイ、サケ、タラ
- かま - ブリ、サケ

### 胴体
- - 赤身 - 食用赤身魚全般
  - 白身 - 食用白身魚全般、サメ、ナマズ
  - 脂身（トロ） - マグロ、サンマ、サバ
  - 背身 - 背中側の身
  - 腹身 - 腹側の身
  - 血合い - 背身と腹身との間にある
- 骨（軟骨に付随した肉） - エイ
  - 粗（アラ） - 食用魚類全般

### 内臓
- 目 - マグロ
- ごろ（内臓の器官全て） - イカ
- 肝 - サメ、アンコウ
- 心臓 - カツオ、マグロ
- 生殖器
  - 卵巣 - サケ、マス、ニシン、トビウオ、カジカ、タラ、スケトウダラ、カレイ、チョウザメ、ミズダコ
  - 精巣 - サケ、タラ、スケトウダラ、カレイ

### 尾鰭
- ヒレ - サメ、エイ、フグ
  - 背・尾ビレ - サメ（フカヒレ）
  - えんがわ - カレイ、ヒラメ

- 尾 - マグロ

### その他
- 足（触手） - タコ、イカ

## 人工魚肉
魚肉用の魚は従来、釣りや漁業により捕獲された天然魚か、養殖魚として確保される。アメリカ合衆国では、クロマグロなどを細胞培養する人工魚肉の技術が開発され、実用化されつつある。